# Get Revenge
Get Revenge (Hangul: 복수해라; RR: Chaeneol Ohala Bogsuso, también conocida como The Goddess of Revenge), es una serie de televisión surcoreana transmitida del 21 de noviembre de 2020 hasta el 17 de enero de 2021, a través de TV Chosun.

## Sinopsis
Kang Hae-ra, es una atractiva mujer que pasa de trabajar como reportera a convertirse en una de las personas más influyentes de Corea después de casarse con una figura pública. Sin embargo un escándalo falso, destroza sus sueños, por lo que cuando tiene la oportunidad, decide vengarse de los responsables.
Por otro lado Cha Min-joon, es un frío abogado que tiene una tasa de éxito del 100% en sus casos, que después de ver como su familia es llevada a la ruina, decide enforcar todos sus talentos y habilidades en vengarse.

## Reparto[3]

### Personajes principales[4]
| Actor         | Personaje    | N.º de episodios | Notas |
| ------------- | ------------ | ---------------- | --- |
| Kim Sa-rang   | Kang Hae-ra  | 16               | Es una mujer que pasó de ser una reportera a una de las personas con más influencia de Corea. Hae-ra ha tenido que ser la cabeza de su hogar desde muy temprana edad y siempre se ha manejado adecuadamente, para ser un modelo para los demás, sin embargo debido a un falso escándalo, su vida cae en picada y desde entonces ha tenido como objetivo vengarse de aquellos que gobiernan la sociedad de forma corrupta. |
| Yoon Hyun-min | Cha Min-joon | 16               | Es un hombre que nunca ha pedido un solo caso y que decide vengarse sin importar lo que le cueste utilizando sus talentos e inteligencia de la persona o personas responsables que ocasionaron que su familia terminara en la ruina. |
| Yoo Sun       | Kim Tae-ohn  | 16               | Es la única heredera del grupo "FB" que no se detiene ante nada con tal de heredar la compañía. Nació en la riqueza y siempre se ha salido con la suya. Cuando un error y la aparición de una persona inesperada aparecen, Tae-ohn comienza a mostrar su lado fuerte pero cruel. |
| Jung Man-sik  | Kim Sang-gu  | 16               | Es el padre de Kim Tae-ohn, un hombre que no siente afecto por su única hija y que no piensa en nada más que en hacer crecer su compañía. |
| Yoon So-yi    | Ku Eun-hye   | -                | Es una mujer que se hace cargo de la agencia de detectives de su padre. Es una persona que perseguirá a los responsables hasta el final, poniendo todo de sí en su trabajo para obtener resultados. |

### Personajes secundarios
| Actor          | Personaje       | N.º de episodios | Notas |
| -------------- | --------------- | ---------------- | --- |
| Jung Eui-jae   | Kim Hyun-sung   | -                | [ 7 ] |
| Jang Yoo-sang  | Choi Do-yoon    | -                | Es el secretario y mano derecha de Cha Min-joon. |
| Park Eun-hye   | Cha Mi-yeon     | -                | Es la hermana mayor de Cha Min-joon, una famosa ex locutora de radiodifusión de la FBC. Después de verse envuelta en un escándalo de patrocinador, tuvo que cambiarse de emisora. |
| Jung Wook      | Lee Hoon-seok   | -                | |
| Jung Hyun-joon | Lee Ga-on       | -                | Es el hijo de Kang Hae-ra y Lee Hoon-seok, que actualmente estudia en Canadá. |
| Gong Hyun-joo  | Jeong Joo-yeong | -                | Es una reportera. |

### Otros personajes
| Actor          | Personaje | N.º de episodios | Notas |
| -------------- | --------- | ---------------- | ----- |
| Baek Seung-hee | -         | -                |       |
| Kim Kwang-sik  | -         | -                |       |

### Apariciones especiales
| Actor         | Personaje | N.º de episodios | Notas                            |
| ------------- | --------- | ---------------- | -------------------------------- |
| Kim Hae-sook  | -         | -                |                                  |
| Hong Hyun-hee | Hong      | -                | Es una directora.                |
| Choi Ja-hye   | -         | -                | Es una locutora.                 |
| Song Joo-hee  | Yeon      | -                | Es la secretaria de Kim Tae-ohn. |

## Episodios
La serie está conformada por 16 episodios, los cuales fueron emitidos todos los sábados y domingos (KST).

### Ratings
El primer episodio de la serie registró una audiencia promedio en todo el país de 3.4%, alcanzando un máximo de 4.1%. Mientras que el segundo y tercer episodios registraron índices de audiencia a nivel nacional del 3.7% con el mismo índice máximo de 4.1%.
Los números en color rojo indican las calificaciones más bajas, mientras que los números en azul indican las calificaciones más altas.
| Episodio | Parte    | Fecha de emisión        | Participación promedio de audiencia | Participación promedio de audiencia |
| Episodio | Parte    | Fecha de emisión        | Nacional                            | Seúl                                |
| -------- | -------- | ----------------------- | ----------------------------------- | ----------------------------------- |
| 1        | 1        | 21 de noviembre de 2020 | 2.821% (10.ª)                       | 2.664% (10.ª)                       |
| 1        | 2        | 21 de noviembre de 2020 | 3.425% (8.ª)                        | 3.208% (6.ª)                        |
| 2        | 1        | 22 de noviembre de 2020 | 2.456% (9.ª)                        | 2.304% (8.ª)                        |
| 2        | 2        | 22 de noviembre de 2020 | 3.701% (5.ª)                        | 3.236% (3.ª)                        |
| 3        | 1        | 28 de noviembre de 2020 | 3.025% (11.ª)                       | N/A                                 |
| 3        | 2        | 28 de noviembre de 2020 | 3.703% (6.ª)                        | 3.458% (7.ª)                        |
| 4        | 1        | 29 de noviembre de 2020 | 2.401% (13.ª)                       | N/A                                 |
| 4        | 2        | 29 de noviembre de 2020 | 3.372% (7.ª)                        | 3.250% (8.ª)                        |
| 5        | 1        | 5 de diciembre de 2020  | 2.433% (14.ª)                       | N/A                                 |
| 5        | 2        | 5 de diciembre de 2020  | 3.311% (9.ª)                        | 2.9% (10.ª)                         |
| 6        | 1        | 6 de diciembre de 2020  | 2.074% (17.ª)                       | N/A                                 |
| 6        | 2        | 6 de diciembre de 2020  | 2.724% (8.ª)                        | 2.406% (9.ª)                        |
| 7        | 1        | 12 de diciembre de 2020 | 2.101% (16.ª)                       | N/A                                 |
| 7        | 2        | 12 de diciembre de 2020 | 2.505% (12.ª)                       | N/A                                 |
| 8        | 1        | 13 de diciembre de 2020 | 1.468% N/A                          | N/A                                 |
| 8        | 2        | 13 de diciembre de 2020 | 2.023% (17.ª)                       | N/A                                 |
| 9        | 1        | 19 de diciembre de 2020 | 2.34% (14.ª)                        | 2.678% (10.ª)                       |
| 9        | 2        | 19 de diciembre de 2020 | 2.789% (9.ª)                        | 2.972% (8.ª)                        |
| 10       | 1        | 26 de diciembre de 2020 | 2.36% (17.ª)                        | N/A                                 |
| 10       | 2        | 26 de diciembre de 2020 | 3.061% (13.ª)                       | N/A                                 |
| 11       | 1        | 2 de enero de 2021      | 2.32% (17.ª)                        | N/A                                 |
| 11       | 2        | 2 de enero de 2021      | 2.342% (16.ª)                       | N/A                                 |
| 12       | 1        | 3 de enero de 2021      | 1.9% (N/A)                          | N/A                                 |
| 12       | 2        | 3 de enero de 2021      | 2.320% (17.ª)                       | N/A                                 |
| 13       | 1        | 9 de enero de 2021      | 1.9% (N/A)                          | N/A                                 |
| 13       | 2        | 9 de enero de 2021      | 2.212% (17.ª)                       | N/A                                 |
| 14       | 1        | 10 de enero de 2021     | 2.2%                                | N/A                                 |
| 14       | 2        | 10 de enero de 2021     | 2.192% (21st)                       | N/A                                 |
| 15       | 1        | 16 de enero de 2021     | 2.23% (17.ª)                        | N/A                                 |
| 15       | 2        | 16 de enero de 2021     | 2.422% (14.ª)                       | N/A                                 |
| 16       | 1        | 17 de enero de 2021     | 2.52% (12.ª)                        | N/A                                 |
| 16       | 2        | 17 de enero de 2021     | 2.877% (9.ª)                        | 2.748% (9.ª)                        |
| Promedio | Promedio | Promedio                | 2.5%                                | —                                   |

## Música
El OST de la serie está conformado por las siguientes canciones:

### Parte 1
| No. | Intérprete               | Canción              | Letra                       | Música             | Duración |
| --- | ------------------------ | -------------------- | --------------------------- | ------------------ | -------- |
| 1   | Siyeon (de Dreamcatcher) | "No Mind" (드림캐쳐) | ALMOND y PHIL SEUNG BUL PAE | PHIL SEUNG BUL PAE | 3:58     |
| 2   |                          | "No Mind" (Inst.)    | -                           | PHIL SEUNG BUL PAE | 3:58     |

### Parte 2
| No. | Intérprete              | Canción                          | Letra        | Música                  | Duración |
| --- | ----------------------- | -------------------------------- | ------------ | ----------------------- | -------- |
| 1   | Kim Chae-won (de April) | "At the End" (김채원 (에이프릴)) | Park Yeon-ho | Kim Na-ra y Kim Hye-won | 3:56     |
| 2   |                         | "At the End" (Inst.)             | -            | PHIL SEUNG BUL PAE      | 3:56     |

### Parte 3
| No. | Intérpretes                           | Canción                  | Letra                               | Música | Duración |
| --- | ------------------------------------- | ------------------------ | ----------------------------------- | ------ | -------- |
| 1   | Chocolate and Vanilla (초코와 바닐라) | "Simple" (초코와 바닐라) | Chocolate and Vanilla y NORU (Noru) | Kunyo  | 3:04     |
| 2   |                                       | "Simple" (Inst.)         | -                                   | Kunyo  | 3:04     |

### Parte 4
| No. | Intérpretes     | Canción           | Letra    | Música   | Duración |
| --- | --------------- | ----------------- | -------- | -------- | -------- |
| 1   | VINCIT (빈시트) | "Grow Up"         | Song Gia | Song Gia | 3:10     |
| 2   |                 | "Grow Up" (Inst.) | -        | Song Gia | 3:10     |

### Parte 5
| No. | Intérprete                | Canción               | Letra        | Música       | Duración |
| --- | ------------------------- | --------------------- | ------------ | ------------ | -------- |
| 1   | Cheon Seung-chan (천승찬) | "Invincible" (천승찬) | Han Sang-won | Han Sang-won | 3:35     |
| 2   |                           | "Invincible" (Inst.)  | -            | Han Sang-won | 3:35     |

### Parte 6
| No. | Intérprete    | Canción                             | Letra                       | Música             | Duración |
| --- | ------------- | ----------------------------------- | --------------------------- | ------------------ | -------- |
| 1   | Yoon Hyun-min | "I'm Sorry, I'm All Sorry" (윤현민) | Victory and Defeat y ALMOND | Victory and Defeat | 3:38     |
| 2   |               | "I'm Sorry, I'm All Sorry" (Inst.)  | -                           | Victory and Defeat | 3:38     |

### Parte 7
| No. | Intérprete  | Canción                       | Música  | Duración |
| --- | ----------- | ----------------------------- | ------- | -------- |
| 1   | Juho (주호) | "I'd Rather Not Know"         | LACONIC | 4:28     |
| 2   |             | "I'd Rather Not Know" (Inst.) | LACONIC | 4:28     |

### Parte 8
| No. | Intérprete             | Canción                              | Letra                     | Música                    | Duración |
| --- | ---------------------- | ------------------------------------ | ------------------------- | ------------------------- | -------- |
| 1   | Kim Jung-yeon (김중연) | "In The Harsh Years" (모진 세월속에) | Unbeatable, 1L2L y ALMOND | Victory and defeat y 1L2L | -        |
| 2   |                        | "In The Harsh Years" (Inst.)         | -                         | Victory and defeat y 1L2L | -        |

### Parte 9
| No. | Intérprete | Canción                               | Letra                                             | Música                                    | Duración |
| --- | ---------- | ------------------------------------- | ------------------------------------------------- | ----------------------------------------- | -------- |
| 1   | The Daisy  | "After Breaking Up" (헤어지고 나서야) | Victory Invincible, Friendly, Mr. Grumpy y ALMOND | Victory Invincible, Friendly y Mr. Grumpy | -        |
| 2   |            | "After Breaking Up" (Inst.)           | -                                                 | Victory Invincible, Friendly y Mr. Grumpy | -        |

### Parte 10
| No. | Intérprete    | Canción                                                               | Letra                      | Música                   | Duración |
| --- | ------------- | --------------------------------------------------------------------- | -------------------------- | ------------------------ | -------- |
| 1   | Nam Young-joo | "I Didn't Know That Love Was Like This" (사랑이 이런 건 줄 난 몰랐어) | Undefeated, Jamie y ALMOND | Undefeated, Jamie y 1L2L | -        |
| 2   |               | "I Didn't Know That Love Was Like This" (Inst.)                       | -                          | Undefeated, Jamie y 1L2L | -        |

### Parte 11
| No. | Intérprete              | Canción       | Letra                              | Música                      | Duración |
| --- | ----------------------- | ------------- | ---------------------------------- | --------------------------- | -------- |
| 1   | Park Hyeon-seo (박현서) | "Hug"         | Victory invincible, Jamie y ALMOND | Winning, Undefeated y Jamie | -        |
| 2   |                         | "Hug" (Inst.) | -                                  | Winning, Undefeated y Jamie | -        |

## Producción
La serie también es conocida como "Live Vengeance", "Revenge" y/o "Channel O Hara Revenge".
Fue creada por Jeong Hoe-seok, quien contó con el director por Kang Min-gu y el guion fue realizado por Kim Hyo-jin.
La producción estuvo a cargo de Jeong Hyung seo y Park Chae won, quienes contaron con el apoyo de los productores ejecutivos Kang Bo-young, Lee Kyung-sik y Kitchen Ok.
La primera lectura del guion fue realizada el 20 de octubre de 2020.
La serie también contó con el apoyo de las compañías de producción "HIGROUND", "Blossom Story" y "Story Hunter Production".